# 大同盟戦争
大同盟戦争（だいどうめいせんそう、英: War of the Grand Alliance, 仏: guerre de la Grande Alliance, 1688年 - 1697年）は、膨張政策をとるフランス王ルイ14世に対してアウクスブルク同盟に結集した欧州諸国が戦った戦争である。アウクスブルク同盟戦争（英: War of the League of Augsburg, 仏: Guerre de la Ligue d'Augsbourg）とも九年戦争（英: Nine Years' War）、プファルツ戦争またはプファルツ継承戦争（独: Pfälzischer Erbfolgekrieg）とも言う。
主戦場となったのはドイツのライン地方やスペイン領ネーデルラント（現在のベルギー・ルクセンブルク一帯）で、アイルランドやイタリア、スペイン北部、北アメリカにも拡大した。アイルランドではしばしばウィリアマイト戦争と呼ばれ、北アメリカではウィリアム王戦争と呼ばれる。

## 前史
当時、フランス王国は欧州最強の軍隊を有しており、ルイ14世はこの軍事力を背景にスペイン領ネーデルラントの領有を狙ってネーデルラント継承戦争を起こし、ネーデルランド連邦共和国（オランダ）に圧力をかけられて和睦を結ばされると報復としてオランダ侵略戦争を発生させた。いずれも大した成果を挙げられなかったが、フランシュ＝コンテとネーデルラントの都市を獲得、国内における名声を高めた。しかし、膨張政策を続けるルイ14世は1678年から1683年にかけてフランス東部の継承を一方的に主張、武力行使で併合する領土拡大政策を採用してルクセンブルクとストラスブールを併合（再統合戦争）、1685年にフォンテーヌブローの勅令を発令してプロテスタントを国内から追放したことは諸国の警戒を呼び起こした。
1685年、プファルツ選帝侯カール2世が死去すると遠縁のプファルツ＝ノイブルク公フィリップ・ヴィルヘルムが継承したが、ルイ14世は弟のオルレアン公フィリップ1世の妃エリザベート・シャルロット（カール2世の妹）のプファルツ継承権を主張、1686年にオーストリアの神聖ローマ皇帝レオポルト1世、ドイツ諸侯、スペイン、オランダ、スウェーデンなどの諸国はアウクスブルク同盟を結成してフランスに対抗した。スウェーデンは大同盟戦争には直接参戦せず中立を通したが、アウクスブルク同盟国を支援し、講和条約締結に関わった。
一方、オーストリアが1683年の第二次ウィーン包囲でオスマン帝国に勝利、ハンガリーを制圧してバルカン半島でオスマン帝国と死闘を繰り広げている（大トルコ戦争）のを見たルイ14世は、イングランド王ジェームズ2世を抱き込み、次第に欧州侵略の意図を露わにしていった。これに反発したのはジェームズ2世の甥でオランダ侵略戦争でフランスと戦ったオランダ総督ウィレム3世で、彼はジェームズ2世に反対するイングランドの政治家達と接触、イングランドを反フランスへ引き込むためイングランドへの遠征を決意した。
1688年6月3日、フィリップ・ヴィルヘルムの同族のケルン選帝侯マクシミリアン・ハインリヒ・フォン・バイエルンが死去すると、ルイ14世が次のケルン選帝侯を決める選挙で補佐司教のヴィルヘルム・エゴン・フォン・フュルステンベルクを擁立、マクシミリアン・ハインリヒの従甥のヨーゼフ・クレメンス・フォン・バイエルンがレオポルト1世に擁立され決着が着かず、ルイ14世は9月24日に宣戦布告してアルザス・ストラスブールからプファルツ選帝侯領、ケルン、マインツなどライン川地方（ラインラント）に侵攻した（プファルツ略奪）。同年末にイングランドで名誉革命が勃発し、ジェームズ2世はフランスに亡命、反フランスの先頭に立っていたウィレム3世が1689年、イングランド王ウィリアム3世としてイングランド王に推戴された。ウィリアム3世のイングランド・オランダは直ちにアウクスブルク同盟に参加、イングランド・オランダを加えた同盟は大同盟とも呼ばれる。翌1690年にはスペイン、サヴォイア公国も参加している。

## 戦争の経過

### 前期（1688年 - 1691年）
ライン川方面に侵攻したデュラス公・ヴォーバン指揮下のフランス軍は10月29日にフィリップスブルクを落とし（フィリップスブルク包囲戦）、北上して11月11日にマンハイムも陥落、ヴォルムス・シュパイアー・マインツもフランス軍の前に陥落、マインツから南のライン川流域はフランス軍に制圧された。ドイツ諸侯がライン川方面の救援に向かうとヴュルテンベルクに侵入して略奪を働き、翌1689年3月2日にプファルツ選帝侯領の首都ハイデルベルクに放火、ハイデルベルク城を破壊した。マンハイム・ヴォルムス・シュパイアーにも放火した後にフランス軍は一旦退却したが、これは敵に渡った場合、物資調達及び拠点として活用することを防ぐための処置であった。
ライン川から下流で北のモーゼル川流域はブーフレールが進出、コブレンツを砲撃したが、ドイツ諸侯の救援により陥落を阻止された。ドイツ諸侯も対策を取る必要に迫られ、モーゼル川流域はブランデンブルク選帝侯フリードリヒ3世が、マインツから東のライン川支流・マイン川流域はカレンベルク侯（後にハノーファー選帝侯）エルンスト・アウグスト、ザクセン選帝侯ヨハン・ゲオルク3世、ヘッセン＝カッセル方伯カールが防衛に回った。
ルイ14世は亡命してきたジェームズ2世を先頭に立て、フランス軍をアイルランドに送り込み、アイルランドの反イングランド反乱を煽った。ウィリアム3世はジェームズ2世とティアコネル伯らアイルランドのジャコバイトに釘付けにされたが、オランダ軍はヴァルデック侯ゲオルク・フリードリヒが率いてネーデルラント方面のユミエール公と対峙、ライン川方面はハンガリーからロレーヌ公シャルル5世、バイエルン選帝侯マクシミリアン2世が引き抜かれ、シャルル5世が帝国軍司令官として進軍した。1690年になるとスペイン・サヴォイアも同盟側に立ったため、フランスはノアイユ公、ニコラ・カティナをそれぞれスペイン・イタリアへ派遣、軍勢を複数に分散していった。
シャルル5世は5月にコブレンツに軍勢を集結させるとライン川の解放を狙い、9月にマインツを奪還、北上して6月にカイゼルヴェルトを落としたフリードリヒ3世の軍と合流すると10月にボンも降伏させ、冬にデュラスがアルザスへ引き上げたこともありライン川右岸はひとまず帝国側に渡った。ネーデルラントは8月25日にユミエール率いるフランス軍をヴァルデックと合流したイングランド軍の将軍・マールバラ伯ジョン・チャーチル（後にマールバラ公）がワルクールの戦いで破り、帰国した後はウィリアム3世から総司令官に任じられている。しかし、以後は重用されず不遇の日々を送ることになる。
翌1690年、4月にシャルル5世が亡くなりマクシミリアン2世がライン川の司令官に就任、6月にサヴォイア公ヴィットーリオ・アメデーオ2世が皇帝・スペインと同盟を結び、又従弟のプリンツ・オイゲンと共にイタリアへ向かった。7月にアイルランドでウィリアム3世はイングランド軍を率いてボイン川の戦いでフランス・アイルランド連合軍を破り、ジェームス2世は再びフランスに逃れた。しかし、ネーデルラントではユミエールから指揮を引き継いだリュクサンブール公がフルーリュスの戦いでヴァルデックに大勝、海上ではフランス私掠船船長のジャン・バールがイギリス船を拿捕して回り、ビーチー・ヘッドの海戦でもトゥールヴィル伯率いるフランス艦隊がトリントン伯アーサー・ハーバートが指揮するイングランド・オランダ連合艦隊に勝利するなどフランス有利となり、イングランドにフランスが上陸する恐れも出てきた。8月にヴィットーリオ・アメデーオ2世もスタッファルダの戦いでカティナ率いるフランス軍に敗北、イタリア戦線は停滞した。
1691年、ウィリアム3世はアイルランド平定をオランダの将軍ゴダード・ドゥ・ギンケルに任せると1月にオランダへ上陸、ネーデルラントのフランス軍対処へ向かい、3月にブーフレール率いるフランス軍に包囲されたモンスの救援に向かったが、ヴォーバンが迅速に包囲戦を進め、スペイン領ネーデルラント総督のカスターニャ侯が足を引っ張ったため動きが取れず、4月にモンスを奪われてしまった。憤慨したウィリアム3世はイングランドへ帰国、5月に大陸へ戻ったが、フランス軍とイングランド軍は互いに牽制したまま動けず、モンス陥落以外に進展は無かった。アイルランドはギンケルによって平定され、マクシミリアン2世はイタリアで指揮を執った後、更迭されたカスターニャ侯に代わってスペイン領ネーデルラント総督に任命され、ライン川方面はハンガリーから引き抜かれたバーデン辺境伯ルートヴィヒ・ヴィルヘルムが担当した。他の戦線には進展は見られず停滞したままとなっていた。

### 中期（1692年 - 1694年）
1692年5月、モンスに駐屯していたフランス軍が東に動き、25日にブーフレールがオランダ軍のメンノ・フォン・クーホルンが守備するナミュールを包囲した（第一次ナミュール包囲戦）。ナミュールはネーデルラントを流れるサンブル川とマース川の分岐点に置かれた都市で、ここを落とされるとモンスと合わせてサンブル川流域がフランス軍に占領され、ナミュールから北西のブリュッセルが危うくなるため、ウィリアム3世は救援に向かったが、リュクサンブールの牽制と大雨で進軍できず6月30日にナミュールを奪われた。ただ、イングランド海軍提督エドワード・ラッセル率いるイングランド艦隊が29日から6月4日にかけてバルフルール岬とラ・オーグの海戦でトゥールヴィルが指揮するフランス艦隊に対して大勝利を収め、ジェームズ2世とフランス軍のアイルランド遠征の恐れは解消された。
ウィリアム3世はナミュール陥落後はブリュッセルから南西のハレに進軍、リュクサンブールも後を追い、8月3日にステーンケルケの戦いが起こった。戦いはフランスの勝利に終わったが、両軍共に死者が多数に上ったため、双方はこの年の戦役を打ち切った。イタリアはマクシミリアン2世の後任としてオーストリアの将軍アエネアス・シルウィウス・カプラーラが派遣されたが、南フランスの略奪以外に変化は無かった。
1693年3月にウィリアム3世はイングランドからオランダへ渡ったが、5月22日にハイデルベルクが再度フランス軍に奪われ、6月17日にラゴスの海戦でイングランド貿易会社の船団がトゥールヴィルのフランス海軍に襲われ壊滅、7月にリュクサンブールはナミュールから東進してリエージュを狙い、その途上にあるユイを落とすなど戦況は同盟軍に不利な状況に陥った。救援に赴いたウィリアム3世は陥落を知りランデン付近に停止、7月29日にリュクサンブールが同盟軍に攻撃した（ネールウィンデンの戦い）。同盟軍は1万以上の大損害を出して敗走したが、フランス軍も8000以上の被害のため追撃出来ず、10月にシャルルロワを落としてサンブル川は完全にフランス軍の領域になる一方でユイから東のマース川流域は同盟軍が確保した。しかし、イタリア戦線で10月4日のマルサリーアの戦いでヴィットーリオ・アメデーオ2世が再度カティナに敗北すると和平を考えるようになっていった。
1694年は全体的に戦線は停滞したままで、同盟軍が9月にユイを奪還、イタリア方面軍指揮官がカプラーラからオイゲンに交代、地中海に派遣されたラッセルのイングランド艦隊がスペイン南部のカディスを占領、スペイン北東部のカタルーニャに侵入したフランス軍を牽制してバルセロナから手を引かせた他は変化が無かった。しかし、フランスは凶作に見舞われ病気による死者が急増、国内経済も危機に瀕していた。

### 後期（1695年 - 1697年）
1695年、1月にリュクサンブールが死去、ルイ14世の友人であるヴィルロワ公がネーデルラント方面軍を担当した。ウィリアム3世は5月に大陸へ上陸するとブーフレールが籠もるナミュールの奪還に向かい、7月にマクシミリアン2世・クーホルンと共に包囲を開始した（第二次ナミュール包囲戦）。ヴィルロワはブリュッセルを包囲して砲撃を行いナミュール包囲軍の退去を迫ったが、変化が無いと見ると自らナミュールへ向かった。ウィリアム3世も迎撃に向かいヴィルロワを牽制、援軍の来ないナミュールは9月5日に降伏、ブーフレールは捕虜となりフランス軍と同盟軍の捕虜交換で解放された。この戦果で同盟軍は西に戦線を押し戻した一方、イタリアでは劣勢に追い込まれたヴィットーリオ・アメデーオ2世はフランスと秘密交渉を行うようになった。
翌1696年、ヴィットーリオ・アメデーオ2世がルイ14世と秘密条約を結んでアウクスブルク同盟から離脱すると、皇帝とスペインもイタリア中立を承認、和平機運が広がり、1697年にネーデルラントの都市アトがフランス軍に落とされ、バルセロナがフランスの将軍ヴァンドーム公に奪われた（バルセロナ包囲戦）他は停滞となり交戦国が交渉を始め、ウィリアム3世の側近ポートランド伯とブーフレールが交渉をまとめオランダのレイスウェイクでレイスウェイク条約が締結され、戦争はようやく終結した。
レイスウェイク条約ではフランスは1678年からの占領地の殆どを返還、ストラスブールだけを領有、フランスが占領していたロレーヌをシャルル5世の息子レオポルトに返還、ウィリアム3世のイングランド王位を承認、ジェームズ2世の支援を止めることを約束した。また、戦争のきっかけであったプファルツ選帝侯・ケルン選帝侯の問題についてはフィリップ・ヴィルヘルムの息子でプファルツ選帝侯を継いだヨハン・ヴィルヘルムとヨーゼフ・クレメンスの地位は承認され、エリザベート・シャルロットとフュルステンベルクの擁立を取り下げた。これらは同盟にとって大戦果であり、フランスにとっては事実上の敗北であった。
この大幅な譲歩はスペイン王カルロス2世が病弱で死期が迫っていたため、次のスペイン王位継承問題に決着を着ける意味で早期終結を望むルイ14世の目論見があった。しかし、レイスウェイク条約から3年後にカルロス2世が亡くなるとルイ14世の政策に反発したイングランド・オランダ・ドイツ諸侯は反フランス同盟を再結成、スペイン継承戦争が勃発した。
なおこの戦争は、北アメリカやインドにも波及し、北米では英領ニューイングランドと仏領ヌーベルフランスの最初の交戦であるウィリアム王戦争となり、フランス東インド会社のインドにおける根拠地ポンディシェリが1693年、オランダ東インド会社に占領された。